# Jiřetín pod Jedlovou
Jiřetín pod Jedlovou é uma comuna checa localizada na região de Ústí nad Labem, distrito de Děčín.